# Comité central
Comité central (português europeu) ou comitê central (português brasileiro) é o corpo administrativo permanente dos partidos comunistas, análogo a um conselho de administração. É a instância deliberativa máxima de um partido político comunista ou socialista. Em outros partidos, o órgão correspondente costuma ser a executiva nacional.
Esteve presente na quase totalidade dos partidos ao longo do século XX, estivessem ou não em funções governativas, e ainda presente nos poucos partidos sobreviventes. Dentro da estrutura do partido, o comité central era tipicamente composto por delegados eleitos num congresso partidário. Nos estados comunistas onde o partido governava, o comité central era responsável pela elaboração de políticas entre congressos, e frequentemente responsável pela eleição do politburo. Noutros países, o comité central é normalmente definido como o órgão máximo de deliberação entre congressos, legitimado pela noção de centralismo democrático.
Alguns partidos não comunistas possuem também comités centrais, como os partidos Democrata e Republicano estadunidenses, ou até mesmo organizações não políticas como os Alcoólicos Anónimos. Nestas organizações, o comité central age como o corpo deliberativo máximo ao nível
No Partido Nacionalista da China (Kuomintang) existe o uso do Comitê Central e de um Comitê Permanente para tomada de decisões importantes. O KMT se basou no modelo leninista e socialista de governo desde sua fundação e sua aliança com o Partido Comunista da China e o apoio da União Soviética.
- Comitê
- Comité Central do Partido Comunista da União Soviética